# Peyrière
Peyrière is een gemeente in het Franse departement Lot-et-Garonne (regio Nouvelle-Aquitaine) en telt 242 inwoners (1999). De plaats maakt deel uit van het arrondissement Marmande.

## Geografie
De oppervlakte van Peyrière bedraagt 8,1 km², de bevolkingsdichtheid is 29,9 inwoners per km².
De onderstaande kaart toont de ligging van Peyrière met de belangrijkste infrastructuur en aangrenzende gemeenten.

## Demografie
Onderstaande figuur toont het verloop van het inwonertal (bron: INSEE-tellingen).